# Erwin Poell

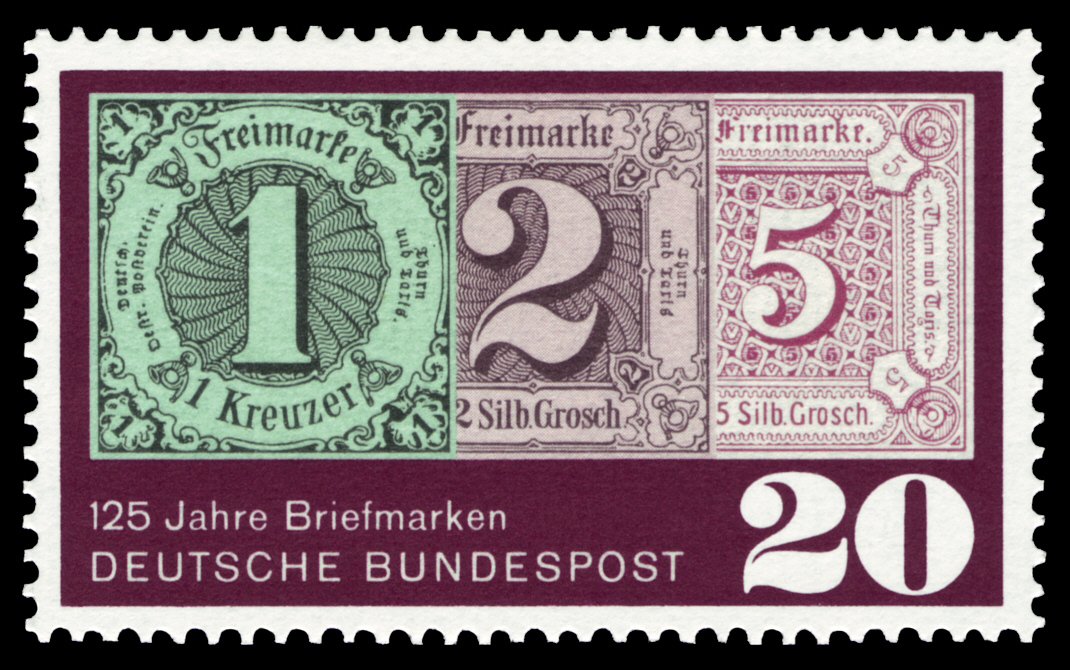
Das erste Briefmarken-Design von Erwin Poell 1965

Erwin Poell (* 9. August 1930 in Ravensburg) ist deutscher Buchgestalter, Grafikdesigner und Typograf.

## Werdegang
Im Alter von 14 Jahren begann seine Ausbildung in vier verschiedenen Berufen: Lithograf, Schriftsetzer, Grafik-Designer und Verlagshersteller. Ab 1951 studierte er bei Walter Brudi an der Staatlichen Akademie der bildenden Künste in Stuttgart.
Bereits 1953 wurde er Herstellungsleiter und Buchgestalter im Heidelberger Keyser Verlag. 1955 machte er sich selbständig, zunächst in Mannheim, seit 1962 in Heidelberg. In den folgenden 50 Jahren war er über drei Jahrzehnte einer der meistbeschäftigten Buchgestalter in der Bundesrepublik. So tragen weit über tausend Buchobjekte für eine Reihe der bekanntesten deutschen Verlagshäuser seine Handschrift. Als Artdirector der Verlage Ullstein und Propyläen von 1964 bis 1971 in Berlin schuf er neben vielen Bestsellertiteln (Speer, Erinnerungen; Mauriac, de Gaulle; Hailey, Airport) auch die aktuelle Version der Ullstein-Eule. Weitere Aufgaben von Chemie- und Pharmaunternehmen, von Europarat, Ministerien, Schulbuch- und Lexikon-Verlagen kamen hinzu: Die BASF in Ludwigshafen am Rhein betraute ihn unter anderem mit der Neugestaltung ihrer Aktien und Wertpapiere.
Für die Deutsche Bundespost entwarf er über 30 Jahre lang Postwertzeichen.
Ein weiterer Schwerpunkt seiner Arbeit galt der naturwissenschaftlichen Wissensvermittlung in Zusammenarbeit mit Hoimar von Ditfurth und führenden Naturwissenschaftlern und Nobelpreisträgern im Rahmen der Wissenschaftsmagazine Naturwissenschaft und Medizin und Mannheimer Forum.

Logo der Stadt Heidelberg

Ab 1990 widmete sich Poell vornehmlich der Entwicklung visueller Erscheinungsbilder für Institutionen und Kommunen. So entstand zwischen 1990 und 1998 das umfangreiche Corporate Design für die Stiftungen Bethel in Bielefeld, einem der größten Sozialunternehmen der Welt.
Sein letztes Projekt war das Corporate Design für die Stadt Heidelberg.
Für seine Arbeiten erhielt Erwin Poell über 80 nationale und internationale Preise und Auszeichnungen. Seine opulente Werkmonografie erschien 1993 im Birkhäuser Verlag in Basel. Im Alter von 75 Jahren beendete er 2005 seine berufliche Tätigkeit.